# 370. п. н. е.

## Рођења
- Кратер (војсковођа)